# Luxembourge Memorial Thierry Theis
Das Luxembourge Memorial Thierry Theis war bis zur Einführung der Luxembourg Open im Jahr 2022 die bedeutendste internationale Badmintonmeisterschaft in Luxemburg.

## Die Titelträger
| Saison | Herreneinzel  | Dameneinzel       | Herrendoppel                | Damendoppel                      | Mixed                          |
| ------ | ------------- | ----------------- | --------------------------- | -------------------------------- | ------------------------------ |
| 2003   | Shoji Sato    | nicht ausgetragen | Wouter Claes Frédéric Mawet | nicht ausgetragen                | nicht ausgetragen              |
| 2004   | Nabil Lasmari | Elena Nozdran     | Dharma Gunawi Yoseph Phoa   | Dimitriika Dimitrova Janni Kjaer | Valerij Strelcov Elena Nozdran |